# Peadar Tóibín

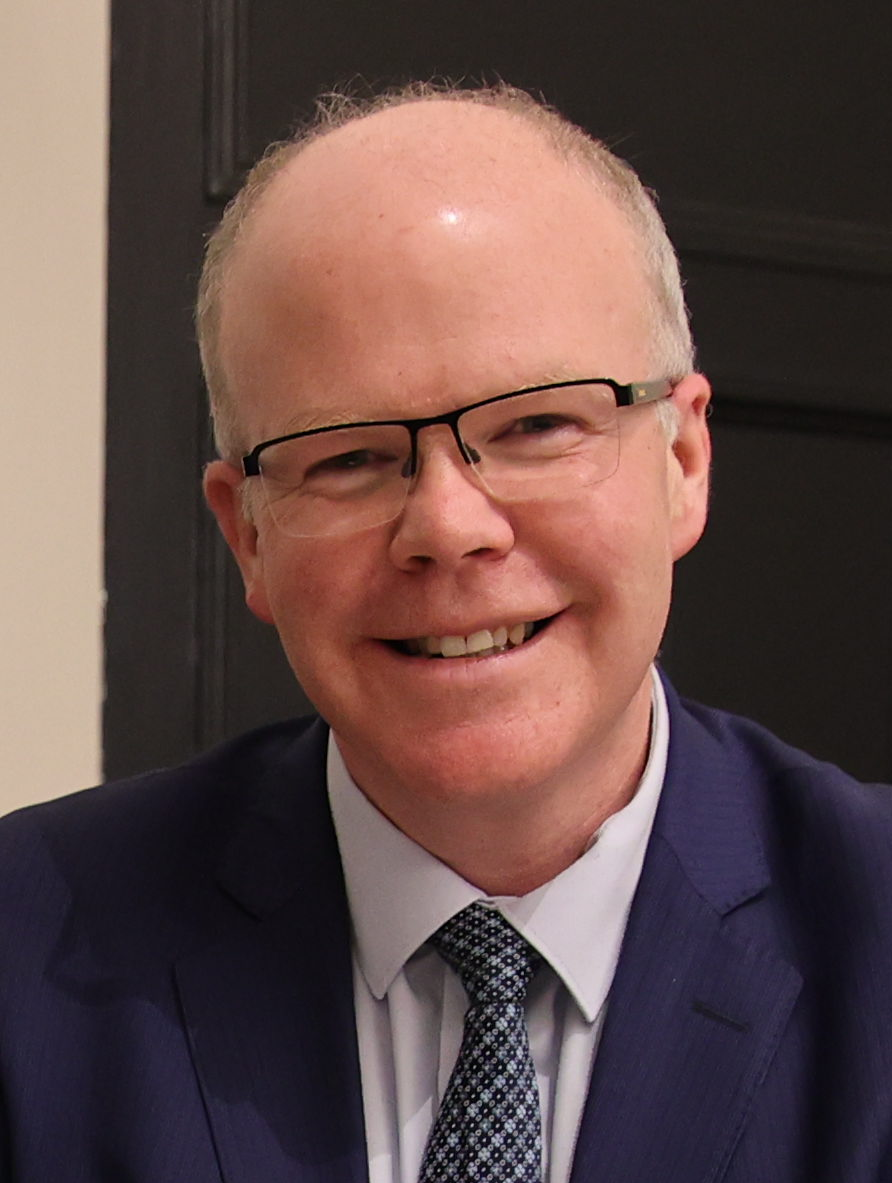
Peadar Tóibín (2024)

Peadar Tóibín (ˈpʲad̪ˠəɾˠ t̪ˠoːˈbʲiːnʲ, * 19. Juni 1974 in Drogheda, County Louth) ist ein irischer Politiker und Vorsitzender der Partei Aontú.

## Leben
Tóibín studierte am University College Dublin Politik- und Wirtschaftswissenschaften und war in Studienzeiten Mitglied der Fianna Fáil. 1998 trat er dann aber der Sinn Féin bei. 
2004 wurde er in den Navan Town Council und in den Meath County Council gewählt. Bei den Wahlen 2011 gelang es ihm beim ersten Anlauf im Wahlkreis Meath West als Teachta Dála in den Dáil Éireann einzuziehen.
2013 wurde er temporär von der Sinn-Féin-Fraktion im Dáil ausgeschlossen, weil er entgegen der Parteivorgaben gegen die Liberalisierung des Abtreibungsrechts votierte. Dies geschah erneut im Oktober 2018. Wieder stimmte Tóibín gegen die Liberalisierung des Abtreibungsrechts. Im November 2018 erklärte Tóibín seinen Austritt aus der Sinn Féin. Er blieb zunächst unabhängiges Mitglied im Dáil Éireann, gründete dann aber eine eigene Partei namens Aontú („Einheit und Einvernehmen“). Bei den Wahlen zum Dáil Éireann 2020 konnte er sich an zweiter Stelle im Wahlkreis Meath West durchsetzen und behielt seinen Platz im Dáil. 
Tóibín präsentiert seine Partei als sozial konservativ und zugleich eher Mitte-Links orientiert in Bezug auf die Wirtschaftspolitik.
Im Februar 2024 kündigte Tóibín an, für das Europaparlament bei den Wahlen 2024 im Wahlbezirk Midlands–North-West für Aontú zu kandidieren. Dort konnte er sich zwar nicht durchsetzen. Er trat jedoch erfolgreich bei den Wahlen zum Dáil Éireann 2024 an.

## Privates
Peadar Tóibín hat mit seiner Frau Deirdre vier Kinder. 2021 war bei ihm Hautkrebs diagnostiziert worden. 